# La Corbeille de pain (Dalí, 1945)
Pour les articles homonymes, voir La Corbeille de pain.
La Corbeille de pain (titre d'origine, The Basket of Bread) est une huile sur toile réaliste peinte par Salvador Dalí en 1945 alors qu'il vivait à New York. L’œuvre est exposée au  Théâtre-musée Dalí de Figueres.

## Contexte
Dalí confessa qu'il travailla sur l’œuvre durant deux mois complets quatre heures par jour pour finir la toile le 1er septembre 1945, un jour avant la fin de la Seconde Guerre mondiale.

« Nous avons ici une peinture sur laquelle il n'y a rien à dire : l'énigme est totale ! »

— Peintures récentes de Salvador Dalí, 29 décembre 1945

## Description
La toile représente dans un clair obscur, une corbeille avec un morceau de pain, l'ensemble est posé sur une table en bois. Le fond est noir.

## Analyse
L'œuvre est réaliste. Le pain est un des thèmes récurrents de l’œuvre du peintre. C'est également un élément important du catholicisme vers lequel Dalí avait annoncé vouloir se rapprocher.
On doit rapprocher cette œuvre d'une autre toile de même nom et de même sujet réalisée en 1926, La Corbeille de pain. Dalí défendait l'idée que si l'on achetait ces deux œuvres « on pourrait étudier l'histoire de la peinture depuis l'enchantement linéaire du primitivisme jusqu'à l'hyperréalisme stéréoscopique »

## Expositions
L’œuvre fut exposée dans plusieurs expositions temporaires : 
- 1945: Recent paintings by Salvador Dali à la Bignou Gallery, New York
- 1947: New Paintings by Salvador Dali à la Bignou Gallery, New York
- 1951: Dalí à la The Lefevre Gallery, Londres
- 1951, 1re Biennale Hispano-américaine d'art de la société espagnole des amis des arts à Madrid ;
- 1952: I Biennale Hispano-américaine d'art au Musée national d'art de Catalogne à Barcelone
- 1954: Mostra di quadri disegni ed oreficerie di Salvador Dalí à la Salle Aurora Pallavicini à Rome
- 1965, Salvador Dalí 1910-1965  à la Gallery of Modern Art, New York